# Pycnonotus luteolus
Pycnonotus luteolus е вид птица от семейство Pycnonotidae.

## Разпространение
Видът е разпространен в Индия и Шри Ланка.